# Huarautambo
Huarautambo (más írásmóddal Warawtampu) Peru egyik inka régészeti lelőhelye.

## Története
A Huarautambo nevű patak két partján az eltelt évszázadok során három település alakult ki. Az inkák előtti időkben a nyugati parton (Astobamba), később az inkák idején a keleti parton maga Huarautambo, majd a spanyol hódítás után mindkét partot elfoglalta egy új település.
A nagy területű Inka Birodalomban számos település jött létre, ám nagy távolságban egymástól, így a központokat összekötő utak mentén egymástól bizonyos távolságra szálláshelyként, raktárként és katonai állásként is használt, kisebb-nagyobb, úgynevezett tambókat építettek fel. Ilyen tambo volt Huarautambo is, amelynek közelében a 15. században, Pachacútec inka uralkodó idején épült fel a híres huarautambói híd.
A település később elpusztult, hordalék temette be, de régészeti ásatások több épületét feltárták. 2003-ban a perui Nemzeti Kulturális Intézet a lelőhelyet nemzeti kulturális örökséggé nyilvánította, 2015-ben pedig több millió, Huarautambo képével ellátott sol-érmét hoztak forgalomba az országban.

## Leírás
A terület Peru középső részén, az Andok vonulatai között található, közigazgatásilag Pasco megyéhez tartozik. Ma legkönnyebben az óceánpartot Ambóval összekötő 18-as főútról északra letérve közelíthető meg.
Az itt található építmények falai csiszolt kövekből épültek, ma mintegy két méter magasságban állnak és fél méter vastagok. Fennmaradt egy úgynevezett incahuasi, azaz „inkák háza”, amelynek alaprajza 8 méter hosszú és 5 méter széles téglalap, falában pedig 30 cm magas, trapéz alakú fülkék sora nyílik. Ettől balra egy kis, 2 méter oldalhosszúságú szögletes vízmedence található. A közelben található híd 17, szintén trapéz alakú nyílással rendelkezik.

## Képek

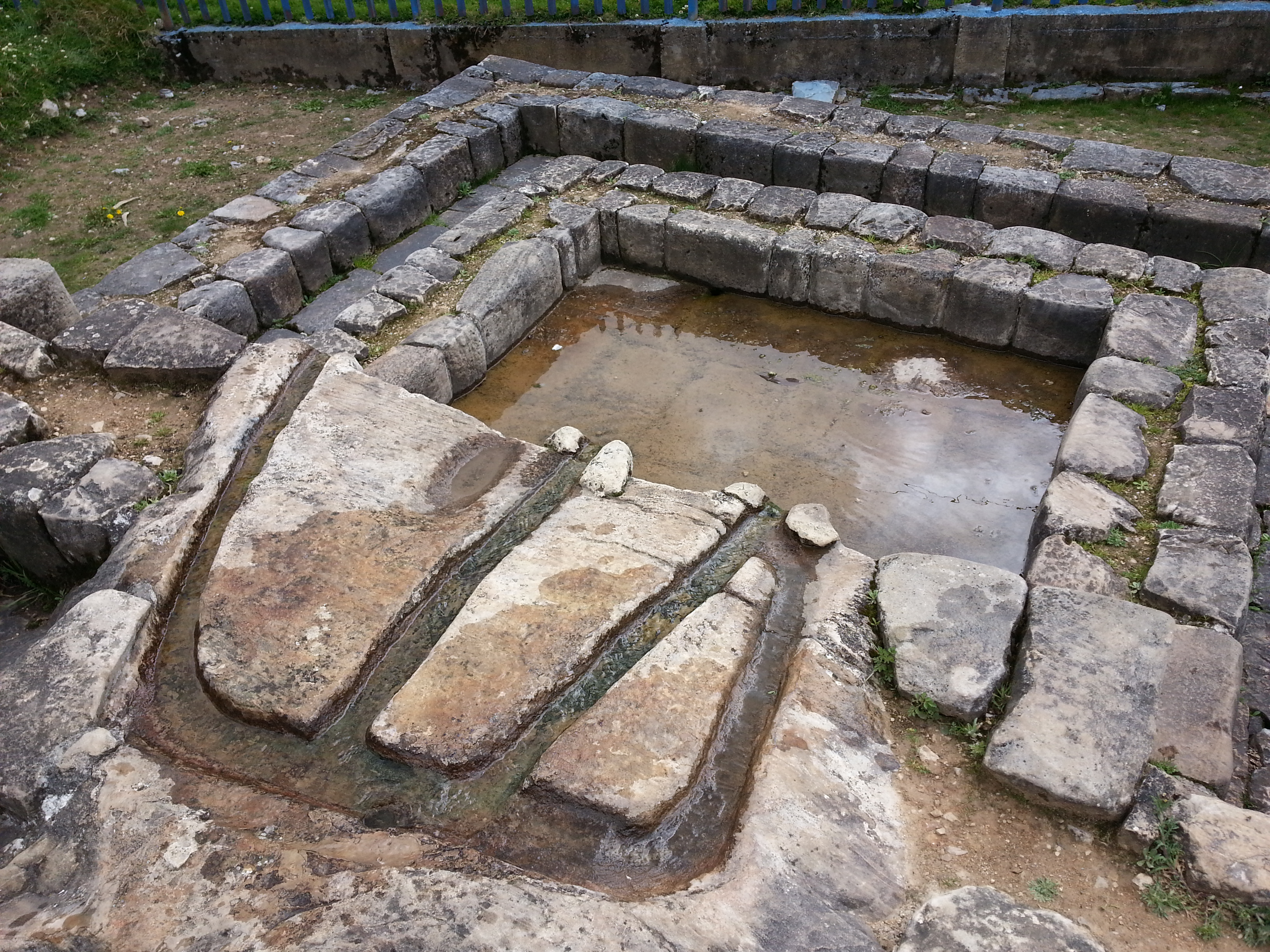
Vízkultusz-oltár
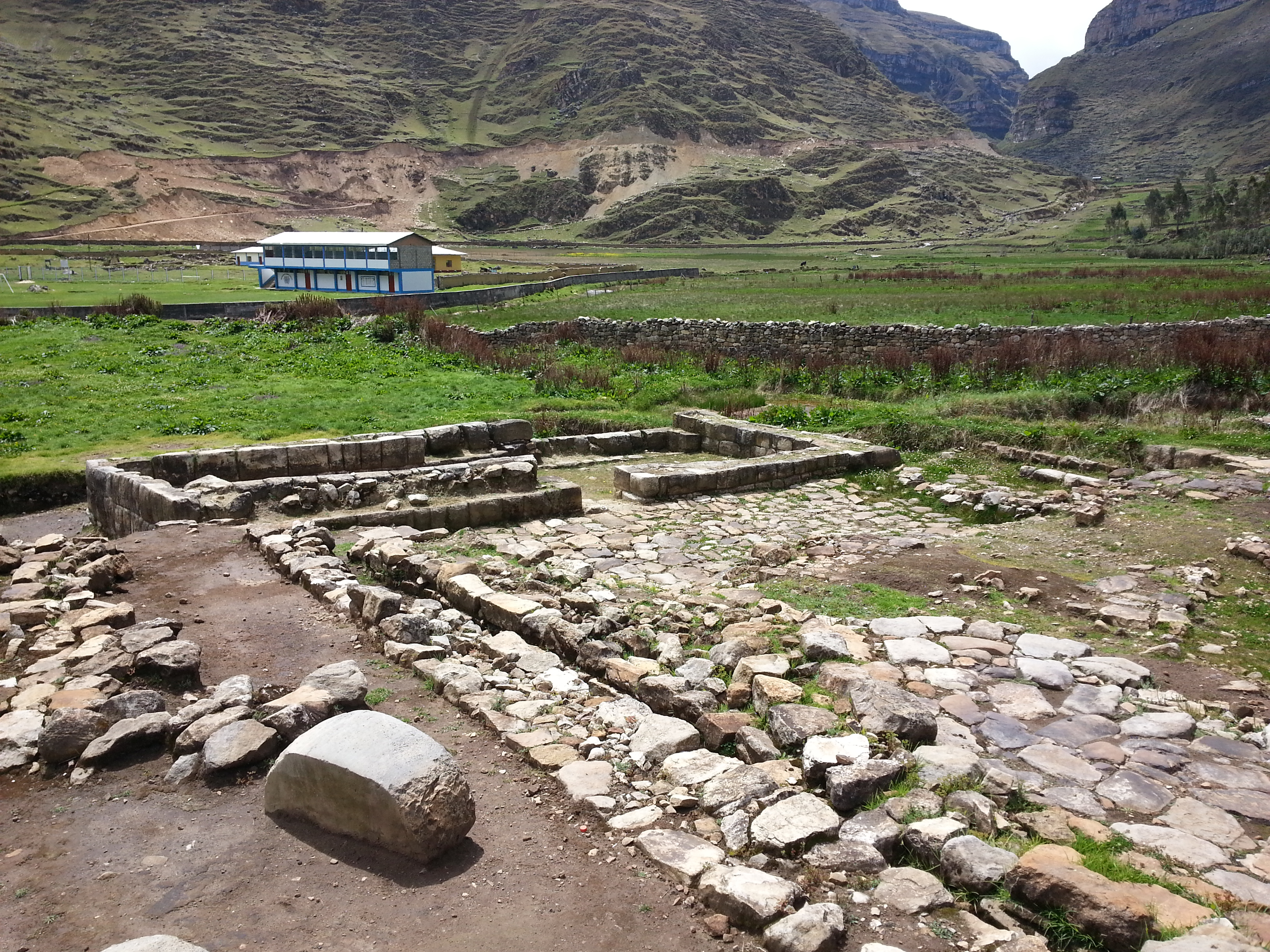
„A nők háza”
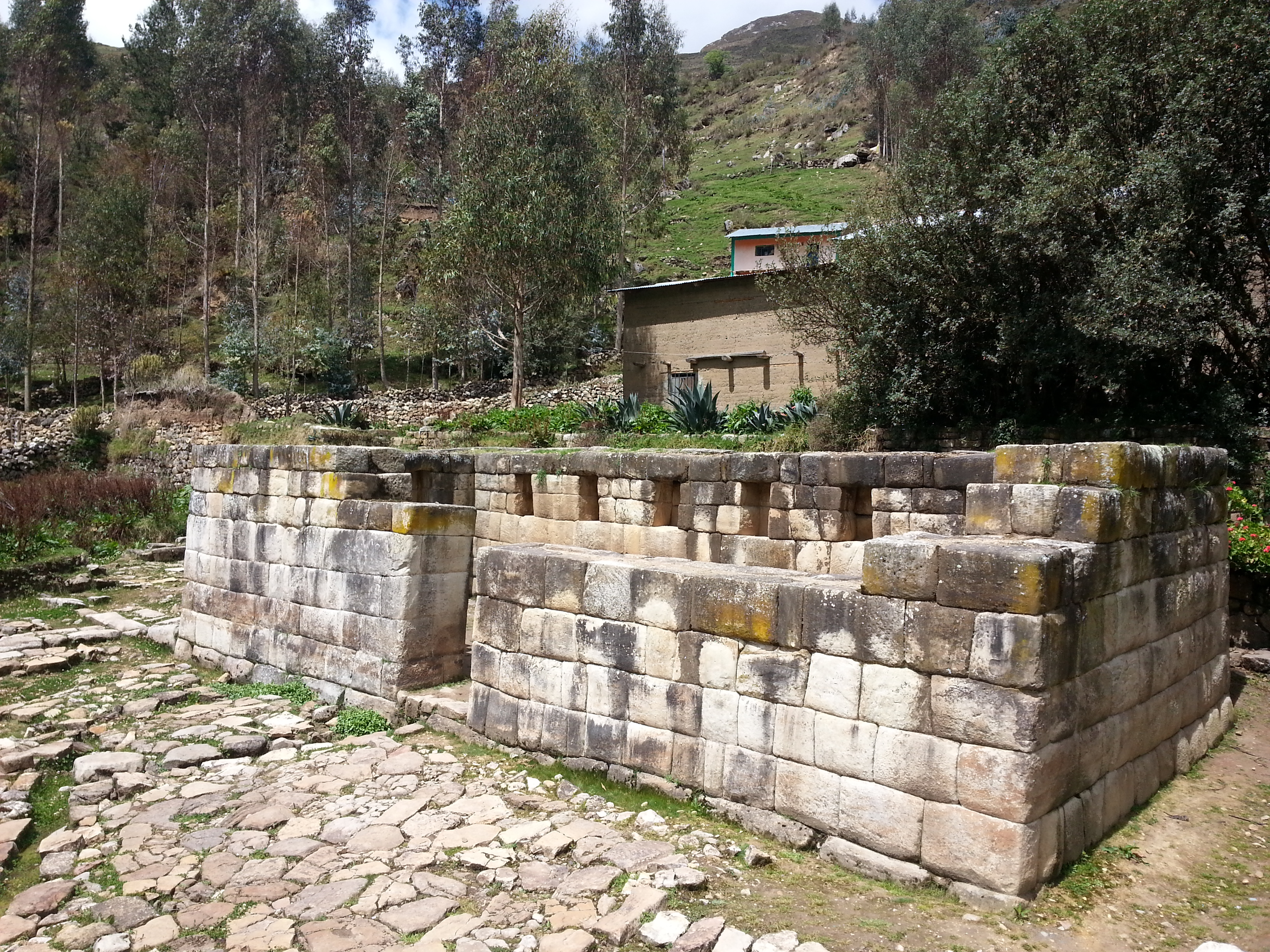
„Az inkák háza”